# Metaplatybunus rhodiensis
Metaplatybunus rhodiensis is een hooiwagen uit de familie echte hooiwagens (Phalangiidae).